# M36 Џексон
М36 Џексон је био ловац тенкова, конструисан 1944. у САД, коришћен у борби против оклопних возила а касније и у директној подршци пешадије. Наоружан топом М3 калибра 90mm Џексон је било једно од ретких возила које је могло да се супротстави каснијим немачким тенковима. Као поуздано, брзо и прецизно возило коришћено је и у каснијим конфликтима, након Другог светског рата.

## Историја
М36 Џексон је 1944. упућен на европско бојиште. Пређашњи М10 Волверин и M18 Хелкет нису могли пробити оклоп новијих немачких тенкова. Џексон је, са својим топом од 90mm могао да се супротстави и тежим тенковима као што су Пантер и Тигар.

### Балкан
Током ратова у бившој СФРЈ М36 је, иако застарео и са преко 45 година службе, коришћен у сукобима. ЈНА је у свом инвентару, са почетком сукоба, имала преко 380 возила М36. Током рата у Хрватској одређен број заплењених М36 је учествовао у сукобима на страни Хрватске војске, као и у редовима Српске војске Крајине. Због велике елевације топа ово возило је нарочито било успешно у рату у Босни и Херцеговини, где су се појавиле и модификације оклопа. Као једна од највећих мана је била слабост оклопне заштите у модерном ратовању и као једно од решења била је додавање додатног оклопа од приручних средстава као што су гума, металне плоче, сандуци итд.

## Корисници
- САД: Војска САД, први и главни корисник
- БиХ: Армија БиХ је користича возила пореклом из бивше ЈНА
- Канада: Канадска војска током Другог светског рата
- Хрватска: коришћен током рата у Хрватској
- Француска: Француска војска током и непосредно након Другог светског рата
- Ирак: мањи број заплењен од Иранске војске
- Иран: Иранска војска током Иранско-ирачког рата
- Пакистан
- Република Кина
- Република Српска: коришћен током Рата у Босни
- Словенија
- СРЈ: Војска Југославије, а касније и Војска СЦГ до 2004.
- СФРЈ: укупно 399 примерака